# Гарваново
Га́рваново (болг. Гарваново) — село в Хасковській області Болгарії. Входить до складу общини Хасково.

## Населення
За даними перепису населення 2011 року у селі проживали 516 осіб.
Національний склад населення села:
| Національність   | Кількість осіб | Відсоток |
| ---------------- | -------------- | -------- |
| болгари          | 407            | 79,8%    |
| цигани           | 100            | 19,6%    |
| турки            | 3              | 0,6%     |
| інша             | 0              | 0%       |
| не визначились   | 0              | 0%       |
| Всього відповіли | 510            |          |

Розподіл населення за віком у 2011 році:
Динаміка населення: